# Chicago Bulls 1994-1995
La stagione 1994-95 dei Chicago Bulls fu la 29ª nella NBA per la franchigia.
I Chicago Bulls arrivarono terzi nella Central Division della Eastern Conference con un record di 47-35. Nei play-off vinsero il primo turno con gli Charlotte Hornets (3-1), perdendo poi la semifinale di conference con gli Orlando Magic (4-2).

## Roster
| N° | Naz.                   | Ruolo | Sportivo          | Anno | Alt. | Peso |
| -- | ---------------------- | ----- | ----------------- | ---- | ---- | ---- |
| 3  | Stati Uniti (bandiera) | P     | Jo Jo English     | 1970 | 193  | 88   |
| 7  | Croazia (bandiera)     | A     | Toni Kukoč        | 1968 | 208  | 87   |
| 8  | Stati Uniti (bandiera) | AG    | Dickey Simpkins   | 1972 | 206  | 112  |
| 9  | Stati Uniti (bandiera) | G     | Ron Harper        | 1964 | 198  | 84   |
| 10 | Stati Uniti (bandiera) | P     | B.J. Armstrong    | 1967 | 188  | 79   |
| 13 | Australia (bandiera)   | C     | Luc Longley       | 1969 | 218  | 120  |
| 20 | Stati Uniti (bandiera) | G     | Pete Myers        | 1963 | 198  | 82   |
| 25 | Stati Uniti (bandiera) | G     | Steve Kerr        | 1965 | 191  | 79   |
| 30 | Stati Uniti (bandiera) | GA    | Jud Buechler      | 1968 | 198  | 100  |
| 32 | Stati Uniti (bandiera) | C     | Will Perdue       | 1965 | 213  | 109  |
| 33 | Stati Uniti (bandiera) | AP    | Scottie Pippen    | 1965 | 203  | 95   |
| 34 | Canada (bandiera)      | C     | Bill Wennington   | 1963 | 213  | 111  |
| 35 | Stati Uniti (bandiera) | AC    | Greg Foster       | 1968 | 211  | 109  |
| 42 | Stati Uniti (bandiera) | AG    | Larry Krystkowiak | 1964 | 206  | 100  |
| 44 | Stati Uniti (bandiera) | AG    | Corie Blount      | 1969 | 206  | 109  |
| 45 | Stati Uniti (bandiera) | G     | Michael Jordan    | 1963 | 198  | 88   |

## Staff tecnico
- Allenatore: Phil Jackson
- Vice-allenatori: Jim Cleamons, Tex Winter, Jimmy Rodgers
- Preparatore atletico: Chip Schaefer
- Preparatore fisico: Al Vermeil
- Assistente preparatore fisico: Erik Helland